# Langues finno-ougriennes
Les langues finno-ougriennes sont une famille de langues parlées en Europe, par les peuples finno-ougriens, sur une vaste aire géographique qui va de la mer Baltique et du nord de la Scandinavie jusqu'à l'Oural et au Don. Le nombre total de locuteurs de ces langues est estimé à 25 millions de personnes. Toutefois, le nombre de locuteurs varie très fortement selon les langues : de 14 millions pour le hongrois à quelques locuteurs isolés pour le vote. Un certain nombre de langues finno-ougriennes ont disparu au cours du XXe siècle, et plusieurs autres sont menacées d'extinction.
Les langues finno-ougriennes sont habituellement considérées comme formant l'une des deux grandes branches de la famille des langues ouraliennes, l'autre branche étant celle des langues samoyèdes. Cette dichotomie a été fortement remise en question ces dernières années, la branche samoyède étant désormais placée par certains au même niveau de ramification que les autres sous-familles. Avec l'effacement de cette dichotomie, le sens du terme « finno-ougrien » s'est élargi, et le mot est de plus en plus souvent utilisé pour désigner l'ensemble de la famille ouralienne, y compris les langues samoyèdes. Depuis leur création dans les années 1960, les congrès mondiaux rassemblant tous les cinq ans les spécialistes des langues ouraliennes ont pour nom officiel « Congrès mondial des finno-ougristes ».

## Origines
Selon la théorie la plus communément admise par les spécialistes, les langues ouraliennes sont issues d'une langue mère commune, le proto-ouralien, qui aurait été parlée il y a au moins 6 000 ans. L'une des grandes tâches de la linguistique finno-ougrienne a été pendant longtemps de reconstituer cette proto-langue et les diverses étapes de son évolution qui ont donné naissance aux langues actuelles. Les finno-ougristes ont également tenté de déterminer, en croisant différentes approches (linguistique, archéologie, paléobotanique, génétique des populations), le territoire où résidaient ses locuteurs.
Cette théorie de la proto-langue est contestée depuis la fin des années 1980 par quelques linguistes (Ago Künnap, Kalevi Wiik (en), János Pusztay), qui ont tenté de la remplacer par l'idée que les langues finno-ougriennes actuelles seraient issues d'une ancienne lingua franca.
La paléogénétique montre que l'ascendance provenant de Iakoutie lors du Néolithique supérieur – Âge du bronze, est fortement associée aux locuteurs ouraliens actuels. Elle révèle que cette ascendance s'est propagée à partir d'une origine sibérienne orientale vers 4 500 AP, ainsi que des sous-clades de l'haplogroupe N du chromosome Y apparaissant à haute fréquence parmi les locuteurs ouraliens actuels, en Sibérie occidentale et centrale dans les communautés associées à la métallurgie des cultures de Seima-Turbino : une suite de techniques avancées de moulage du bronze qui se sont répandues de manière explosive dans une immense région du nord de l’Eurasie vers 4 000 AP. Ces résultats soutiennent les théories suggérant que les premiers locuteurs ouraliens, au début de leur dispersion vers l'ouest, étaient impliqués dans l'expansion des traditions métallurgiques du Seima-Turbino.

## Morphologie
La plupart des langues finno-ougriennes sont agglutinantes et recourent aux suffixes plutôt qu'aux prépositions. Elles sont généralement dépourvues de genre grammatical. Les adjectifs et pronoms possessifs sont rarement employés et la possession est exprimée au moyen des déclinaisons. Les langues qui ont évolué vers une forme flexionnelle emploient le génitif du pronom personnel, mais d'autres utilisent un suffixe pronominal, qui est parfois combiné au génitif d'un pronom.

## Vocabulaire commun

### Les nombres
Le tableau ci-dessous indique les noms des nombres de 1 à 10 dans les principales langues finno-ougriennes et leur reconstitution en proto-finno-ougrien.
| Nombre | Finnois   | Estonien | Võro   | Live   | Same du nord | Same d'Inari | Erzya  | Mari des prairies | Mokcha | Mansi   | Hongrois     | Finno-ougrien |
| ------ | --------- | -------- | ------ | ------ | ------------ | ------------ | ------ | ----------------- | ------ | ------- | ------------ | ------------- |
| 1      | yksi      | üks      | ütś    | ikš    | okta         | ohta         | vejke  | ikte              | fkä    | akva    | egy          | *ykte         |
| 2      | kaksi     | kaks     | katś   | kakš   | guokte       | kyeh´ti      | kavto  | kokət             | kaftə  | kityg   | kettő        | *kakte        |
| 3      | kolme     | kolm     | kolm   | kuolm  | golbma       | kulma        | kolmo  | kumət             | kolmə  | hurum   | három, harm- | *kolme        |
| 4      | neljä     | neli     | nelli  | nēļa   | njeallje     | nelji        | ńiľe   | nələt             | nilä   | nila    | négy         | *neljä        |
| 5      | viisi     | viis     | viiś   | vīž    | vihtta       | vitta        | veƭe   | wizət             | vetä   | at      | öt           | *vitte        |
| 6      | kuusi     | kuus     | kuuś   | kūž    | guhtta       | kutta        | koto   | kuδət             | kotə   | hot     | hat          | *kutte        |
| 7      | seitsemän | seitse   | säidse | seis   | čieža        | čiččam       | śiśem  | šəmət             | sisäm  | sat     | hét          | sans objet    |
| 8      | kahdeksan | kaheksa  | katõsa | kōdõks | gávcci       | käävci       | kavkso | kandaš(e)         | kafksə | ńololov | nyolc        | sans objet    |
| 9      | yhdeksän  | üheksa   | ütesä  | īdõks  | ovcci        | oovce        | vejkse | indeš(e)          | veJksə | ontolov | kilenc       | sans objet    |
| 10     | kymmenen  | kümme    | kümme  | kim    | logi         | love         | kemeń  | lu                | keməń  | lov     | tíz          | sans objet    |

Une reconstruction possible pour les nombres 8 et 9 est *kak+teksa, soit « dix moins deux » et *yk+teksa « dix moins un », où *teksa (cf. deka) serait un emprunt indo-européen. La différence entre /t/ et /d/ n'est pas phonémique, contrairement à l'indo-européen.

## Classification
De façon générale, les langues ouraliennes se répartissent actuellement en sous-groupes bien caractérisés, mais les relations plus anciennes de ces sous-groupes sont peu claires, peu étudiées, et rendent difficile de les rassembler en branches plus larges.

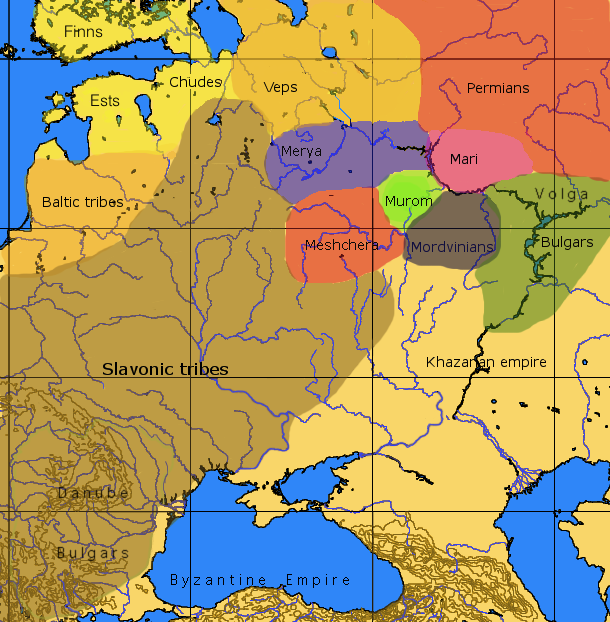
Répartition présumée des peuples de l'ouest de l'actuelle Russie vers l'an 1000.

La classification interne traditionnelle des langues finno-ougriennes est la suivante :
- langues ougriennes
  - hongrois (magyar)
  - langues ob-ougriennes
    - khanty (anciennement ostiak)
    - mansi (anciennement vogoul)
- langues finno-permiennes
  - langues permiennes
    - komi (anciennement zyriane ou zyriène)
      - komi-zyriène
      - komi-iazva
      - komi-permiak

    - oudmourte (anciennement votiak)

  - langues finno-volgaïques
    - mari (anciennement tchérémisse)
      - mari des montagnes
      - mari des prairies

    - langues mordves
      - erzya
      - mokcha

    - langues finno-volgaïques éteintes de position incertaine
      - mérien — éteint
      - mouromien — éteint
      - mechtchérien — éteint

    - langues finno-sames
      - langues sames (anciennement lapon)
        - langues sames de l'Ouest
          - same du Sud
          - same d'Ume — presque éteint
          - same de Lule
          - same de Pite — presque éteint
          - same du Nord

        - langues sames de l'Est
          - same de Kainuu (en) — éteint
          - same de Kemi (en) — éteint
          - same d'Inari
          - same d'Akkala — éteint en 2003
          - same de Kildin
          - same de Skolt
          - same de Ter — presque éteint

      - langues fenniques
        - finnois (incluant les dialectes comme le savo, le meänkieli ou finnois tornedalien, le kvène, et le finnois d'Ingrie)
        - ingrien — presque éteint
        - carélien (sens large)
          - carélien (sens étroit)
          - lude
          - olonetsien

        - live ou livonien — éteint en 2013
        - vepse
        - vote — presque éteint
        - estonien (sens large)[3]
          - estonien (sens étroit)
          - langues sud-estoniennes
            - võro
            - lutsi (lutsi maarahvas) — probablement éteint
            - mulgi
            - seto ou setu
            - tartu

Les langues mordves sont plus proches des langues finno-sames que du mari.